# Conceição (Paraíba)
Conceição é um município brasileiro do estado da Paraíba, localizado na Região Metropolitana do Vale do Piancó. De acordo com o IBGE (Instituto Brasileiro de Geografia e Estatística), no ano de 2010 sua população era estimada em 18.363  habitantes. Área territorial de 579 km².

## História
Os primeiros habitantes da região onde se localiza o atual município foram os indígenas Coremas (tribo) e Panatis, pertencente à grande nação Kariri. 
Referências históricas sobre o local onde teve início a Sede Municipal são encontrados no Registo nº 811, de 4 de julho de 1783, do Livro do Registro das Sesmarias, no Arquivo Público do Estado. Neste, Alferes Nicolau Rodrigues dos Santos diz ser possuidor de um sítio chamado Conceição nas cabeceiras do Rio Piancó, descoberto em 1776. No livro, Alferes afirma ter povoado este sítio além de obter água de um riacho também chamado de Conceição. Este riacho possui foz no Riacho Lagoa Seca e este útlimo com foz no Rio Piancó, no lugar chamado Poço do Cavalo, que se limita com o Sítio de Maria Soares, para cima na direção do poente. Precisando de terras para seu gado, Alferes pede uma sesmaria três léguas compreendidas acima.
Mais tarde, seu filho, Nicolau Rodirigues dos Santos Júnior, obtendo concessão de outras léguas, ampliou o patrimônio da família.
No início do século XIX, João Rodrigues dos Santos, auxiliado por seus irmãos, doou vasta área de terra às margens do Rio Piancó, onde, com a construção de casas e da capela de Nossa Senhora da Conceição, Padroeira do Município, se desenvolveu a povoação.  
Formação Administrativa 
Distrito criado com a denominação de Conceição, pela lei provincial nº 444, de 18 de dezembro de 1871, subordinado ao município de Misericórdia. 
Elevado à categoria de vila com a denominação de Vila Federal de Conceição, pela lei provincial nº 255, de 9 de outubro de 1866, desmembrado de Misericórdia. Sede na povoação de Conceição. Constituído do distrito sede. Instalado em 27 de maio de 1884.
Pela lei municipal nº 5, de 8 de abril de 1896, são criados os distritos de Santana, Santa Maria e Montividéo e anexado ao município de Conceição.
Em divisão administrativa referente ao ano de 1911, o município é constituído de 4 distritos: Conceição, Montividéo, Santa Maria e Santana. 
Em divisão administrativa referente ao ano de 1933, o município aparece constituído do distrito sede.
Em divisões territoriais datadas de 31-XII-1936 e 31-XII-1937, o município aparece constituído de 2 distritos: Conceição e Santa Maria.
Pelo decreto-lei estadual nº 520, de 31 de dezembro de 1943, o distrito de Santa Maria, passou a denominar-se Ibiara. 
Em divisão territorial datada de 1-VII-1950, o município é constituído de 2 distritos: Conceição e Ibiara ex-Santa Maria.
Pela lei estadual nº 2041, de 17 de abril de 1959, desmembra do município de Conceição o distrito de Ibiara. Elevado à categoria de município.
Em divisão territorial datada de 1-VII-1960, o município é constituído do distrito sede.
Pela lei estadual nº 2780, de 18 de janeiro de 1962, é criado o distrito de Cardoso e anexado ao município de Conceição.
Pela lei estadual nº 3169, de 5 de maio de 1964, é criado o distrito de Montividéo e anexado ao município de Conceição. 
Em divisão territorial datada de 1-VII-1968, o município é constituído de 3 distritos: Conceição, Cardoso e Montividéo. Assim permanecendo em divisão territorial datada de 1-I-1979. Pela lei estadual nº 4157, de 20 de junho de 1980, é criado o distrito de Capim ex-povoado e anexado ao município de Conceição. Em divisão territorial datada de 17-I-1991, o município é constituído de 4 distritos: Conceição, Cardoso, Montividéo e Santa Inês. Pela lei estadual nº 5908, de 29 de abril de 1994, desmembra do município de Conceição, o distrito de Capim. Elevado à categoria de município com a denominação de Santa Inês. Em divisão territorial datada de 2003, o município é constituído de 3 distritos: Conceição, Cardoso e Montividéo. Assim permanecendo em divisão territorial datada de 2007.

## Divisão territorial
Bairros
- Centro
- São José
- Nossa Senhora de Fátima
- São Geraldo
- Novo Horizonte

## Toponímia
Do latim conceptio, que por via popular tornou-se "concepção" e "conceição". Substantivo feminino, que entre várias acepções significa: "a concepção da Virgem Maria" ou "a festa comemorativa dessa concepção."

## Geografia
O município está incluído na área geográfica de abrangência do semiárido brasileiro, definida pelo Ministério da Integração Nacional em 2005.  Esta delimitação tem como critérios o índice pluviométrico, o índice de aridez e o risco de seca. O clima é semiárido, com pluviosidade irregularmente distribuída. A vegetação é a caatinga xerofítica, com arbustos e árvores de pequeno ma médio porte.
O município está inserido na bacia hidrográfica do rio Piancó. Os principais cursos d'água são os rios Piancó e os riachos Coelho, Humaitá, do Catolé, do Barro Vermelho, do Criminoso, do Poço Redondo, da Possa, da Cana, das Cabaças e Papa Mel, todos de regime intermitente. O Norte do Município apresenta uma altitude mais elevada atingindo 730 metros nas regiões habitadas, especificamente no distrito de Mata Grande; já no distrito de Montevidéo a altitude máxima é de 720 metros.
| Dados climatológicos para Conceição   | Dados climatológicos para Conceição | Dados climatológicos para Conceição | Dados climatológicos para Conceição | Dados climatológicos para Conceição | Dados climatológicos para Conceição | Dados climatológicos para Conceição | Dados climatológicos para Conceição | Dados climatológicos para Conceição | Dados climatológicos para Conceição | Dados climatológicos para Conceição | Dados climatológicos para Conceição | Dados climatológicos para Conceição | Dados climatológicos para Conceição |
| Mês                                   | Jan                                 | Fev                                 | Mar                                 | Abr                                 | Mai                                 | Jun                                 | Jul                                 | Ago                                 | Set                                 | Out                                 | Nov                                 | Dez                                 | Ano                                 |
| ------------------------------------- | ----------------------------------- | ----------------------------------- | ----------------------------------- | ----------------------------------- | ----------------------------------- | ----------------------------------- | ----------------------------------- | ----------------------------------- | ----------------------------------- | ----------------------------------- | ----------------------------------- | ----------------------------------- | ----------------------------------- |
| Precipitação (mm)                     | 108,2                               | 140,9                               | 198,4                               | 129,5                               | 58,5                                | 25,7                                | 14,5                                | 5,8                                 | 6,5                                 | 8,5                                 | 23,8                                | 45,2                                | 765,7                               |
| Fonte: Atlas Pluviométrico da Paraíba |                                     |                                     |                                     |                                     |                                     |                                     |                                     |                                     |                                     |                                     |                                     |                                     |                                     |

## Feriados
Em Conceição há, além dos feriados nacionais e estaduais e dos pontos facultativos, apenas um feriado municipal, que é o do aniversário da cidade, comemorado dia 8 de outubro.

## Filhos Ilustres
- Paraibanos naturais de Conceição